# Estação Merced
A Estação Merced é uma das estações do Metrô da Cidade do México, situada na Cidade do México, entre a Estação Candelaria e a Estação Pino Suárez. Administrada pelo Sistema de Transporte Colectivo, faz parte da Linha 1.
Foi inaugurada em 4 de setembro de 1969. Localiza-se no Anel de Circunvalación. Atende o bairro Merced Balbuena, situado na demarcação territorial de Venustiano Carranza. A estação registrou um movimento de 19.312.283 passageiros em 2016.